# Acrotylus blondeli
Acrotylus blondeli är en insektsart som beskrevs av Henri Saussure 1884. Acrotylus blondeli ingår i släktet Acrotylus och familjen gräshoppor. Inga underarter finns listade i Catalogue of Life.